# 加贝拉 (安哥拉)
加贝拉（葡萄牙語：Gabela）是安哥拉南宽扎省安博因区的一个城镇，也是该区首府，2014年人口116,903。全区面积459 km2，人口184,723。城镇建于1907年9月28日，原名N'Guebela。
加贝拉周围的Angolan Scarp savanna and woodlands是动植物丰富的区域。加贝阿卡拉鸲（Sheppardia gabela）在该地发现，并以加贝拉镇命名；除此之外还有加贝拉盔鵙（Prionops gabela）、加贝拉黑鵙（Laniarius amboimensis），这些濒危物种只发现在加贝拉附近的高地中。

## 交通
加贝拉过去有一条通向安博因港的610毫米（2英尺）窄轨铁路。